# 奥贝尔维斯
奥贝尔维斯（法語：Obervisse，法語發音：[ɔbɛʁvis]；洛林法兰克语：Oberwis）是法国摩泽尔省的一个市镇，属于福尔巴克-布莱摩泽尔区。

## 地理
奥贝尔维斯（49°9'6"N, 6°35'7"E）面积4.4 平方千米，位于法国大東部大區摩泽尔省，该省份为法国东北部内陆省份，是洛林的一部分，西南接默尔特-摩泽尔省，东临下莱茵省，北与卢森堡和德国接壤。
与奥贝尔维斯接壤的市镇（或旧市镇、城区）包括：洛林地区比斯滕、布什波恩、纳尔贝方丹、尼代尔维斯、齐曼。

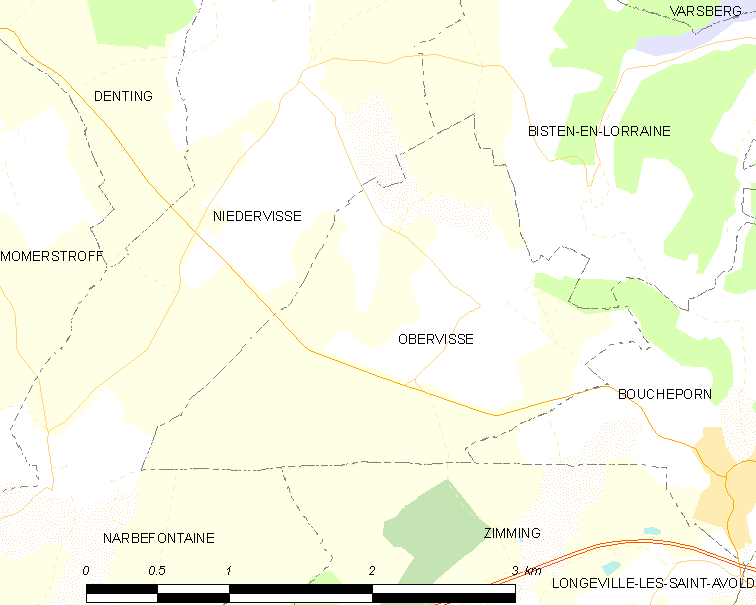
奥贝尔维斯的OSM定位图

奥贝尔维斯的时区为UTC+01:00、UTC+02:00（夏令时）。

## 行政
奥贝尔维斯的邮政编码为57220，INSEE市镇编码为57519。

## 政治
奥贝尔维斯所属的省级选区为布莱摩泽尔县。

## 人口

1962-2008年间奥贝尔维斯人口变化图示

奥贝尔维斯于2022年1月1日时的人口数量为157人。